# Acracio Ruiz Gutiérrez
Acracio Ruiz Gutiérrez és el nom amb què fou conegut el militar i dirigent anarcosindicalista José Molina Ortega (Constantina (Sevilla), 19 de febrer de 1909 - Móstoles, Comunitat de Madrid, 4 de gener de 1994). Ha estat company de Suceso Portales.
De ben jove es va afiliar a la Confederació Nacional del Treball (CNT) i a la Federació Anarquista Ibèrica (FAI). En 1935 vivia a Madrid on treballava fent armadures per a la construcció.
Després del cop d'estat del 18 de juliol de 1936 marxa amb Cipriano Mera a Conca i després participà en la creació de la Columna España Libre i del Batalló Espartaco. Entre 1937 i 1938 fou comissari polític de la 77a Brigada Mixta de l'Exèrcit Popular de la República. Va resistir fins al darrer dia de la guerra civil espanyola i va marxar des de Gandia fins al Regne Unit. Durant els anys 1940 fou secretari de la CNT al Regne Unit i col·laborà al periòdic Reconstrucción, òrgan del Moviment Llibertari Espanyol (MLE).
Va ser delegat als congressos de la CNT de 1960 i 1961. Arran del Congrés de Llemotges de 1962 entrà a formar part de la direcció de Defensa Interior (DI) amb Cipriano Mera, Germinal Esgleas Jaume, Joan Garcia Oliver, Vicente Llansola Renau, Octavio Alberola Suriñach i Juan Jimeno Montalbán. En el congrés de 1963 va liderar una candidatura opositora a Germinal Esgleas i després de la seva derrota en el Congrés de la CNT a Montpeller de 1965 va abandonar l'organització amb Cipriano Mera, Acracio Bartolomé, Luis Andrés Edo, Marcelino Boticario, Octavio Alberola Suriñach, Ramón Álvarez, Josep Peirats Valls i altres.
El 1968 ocupà la secretaria del Nucli Confederal de la CNT a la Gran Bretanya. Després s'instal·là a Montpeller, on treballà de pintor i en 1972 va ser membre de la Comissió de Relacions dels Grups d'Afinitat de França. En 1973 assistí a la Conferència de la CNT a Narbona.
Amb mort de Francisco Franco el 1975 retornà a la Península i s'instal·là a Novelda (Vinalopó Mitjà). En els anys 1980 passà a viure a Madrid. Va publicar articles a Le Combat Syndicaliste, Esfuerzo, España Fuera de España, Mujeres Libres i Reconstrucción.